# Open Society Foundations
Open Society Foundations (OSF), do roku 2011 Open Society Institute (OSI), je nadace, kterou v New Yorku v roce 1993 založil finančník a filantrop George Soros. Název nadace je inspirován dílem Karla Poppera Otevřená společnost a její nepřátelé. Motto OSF: „Building a global alliance for open society.“
Vznikla na podporu Soros Foundations Network, sítě Sorosových nadací ve střední a východní Evropě a v bývalém Sovětském svazu (ve více než 60 zemích). V síti Sorosových nadací má svého zástupce také Česká republika – Nadace Open Society Fund Praha (Nadace OSF Praha). Tři pobočky OSI jsou v USA, jedna v Budapešti, Bruselu, Londýně a Paříži.
OSF a síť Sorosových nadací podporují otevřenou společnost působením na státní správu, podporou vzdělání, nezávislých médií, veřejného zdravotnictví a sociální, právní a ekonomické reformy. Důraz je kladen na liberální agendu s podporou lidských práv, ženských práv a rasové rovnosti. OSF také usiluje o vytvoření otevřené globální společnosti prohlubováním spolupráce s dalšími nestátními organizacemi, vládami a mezinárodními institucemi. Některé programy realizuje OSF pouze na území USA.

## Historie
V roce 1984 Soros podepsal smlouvu mezi Soros Foundation (New York) a Maďarskou akademií věd a založil tak Soros Foundation Budapest. Open Society Institute byl vytvořen v roce 1993 jako zastřešující organizace Sorosových nadací ve střední a východní Evropě. V srpnu 2010 byl název změněn na Open Society Foundations, aby tak lépe odrážel svou roli zastřešující organizace pro Sorosovy nadace v různých zemích světa. Mezi lety 1993-2012 byl prezidentem Aryeh Neier, od roku 2012 je jím Christopher Stone.

## Kritika
Kritici obviňují Sorose a jeho Open Society Foundations z rozvracení států s cílem nastolit jedinou globální vládu. V Česku byl kritizován Roma Education Fund, který patří do sítě Sorosových Open Society Foundations, za pozitivní diskriminaci romských studentů, kterým uděluje stipendia na základě jejich etnického původu.
V listopadu 2015 Rusko zakázalo skupinu na svém území.